# Asplenium hookerianum
Asplenium hookerianum är en svartbräkenväxtart som beskrevs av Col. Asplenium hookerianum ingår i släktet Asplenium och familjen Aspleniaceae. Inga underarter finns listade.